# Али паша чаршия
Али паша чаршия (на турски: Ali Paşa Çarşısı), наричан от местните жители Голям пазар, е покрит пазар в Одрин, Турция.
Поръчан е на известния строител Мимар Синан през 1569 г. от Семиз Али паша от Херсек, служил като велик везир 4 години през последните години на Сюлейман Великолепни.
Пазарът е съставен от 130 магазина. Сградата е с дължина от 300 метра. Външните стени са от рязан камък, а горната част е тухлена. Арките му са направени от червен и бял камък. Има 6 порти: 2 от тях са в двата края, 2 са от изток и по порта от север и юг.
На 29 септември 1992 г. в резултат от пожар пазарът е затворен. Отворен е отново на 25 ноември 1997 г. след петгодишен ремонт.